# Jean Louis Bonaventure de Kenny
Jean, Louis, Bonaventure de Kenny né le 11 août 1769 à Dunkerque (Flandre française) et décédé le 13 juin 1822 à Dunkerque (Nord) est un homme politique français. 

## Biographie
Représentant à la Chambre des Cent-Jours, il est maire de Dunkerque sous le Premier Empire. 
Baron de l'Empire en date 13 juin 1811, il représenta à la Chambre des Cent-jours le collège de département du Nord, qui lui donna le 13 mai 1815, 35 voix sur 64 votants. Il ne fit pas partie d'autres législatures.
Il décède le 13 juin 1822 dans sa ville natale et inhumé au cimetière de Dunkerque.

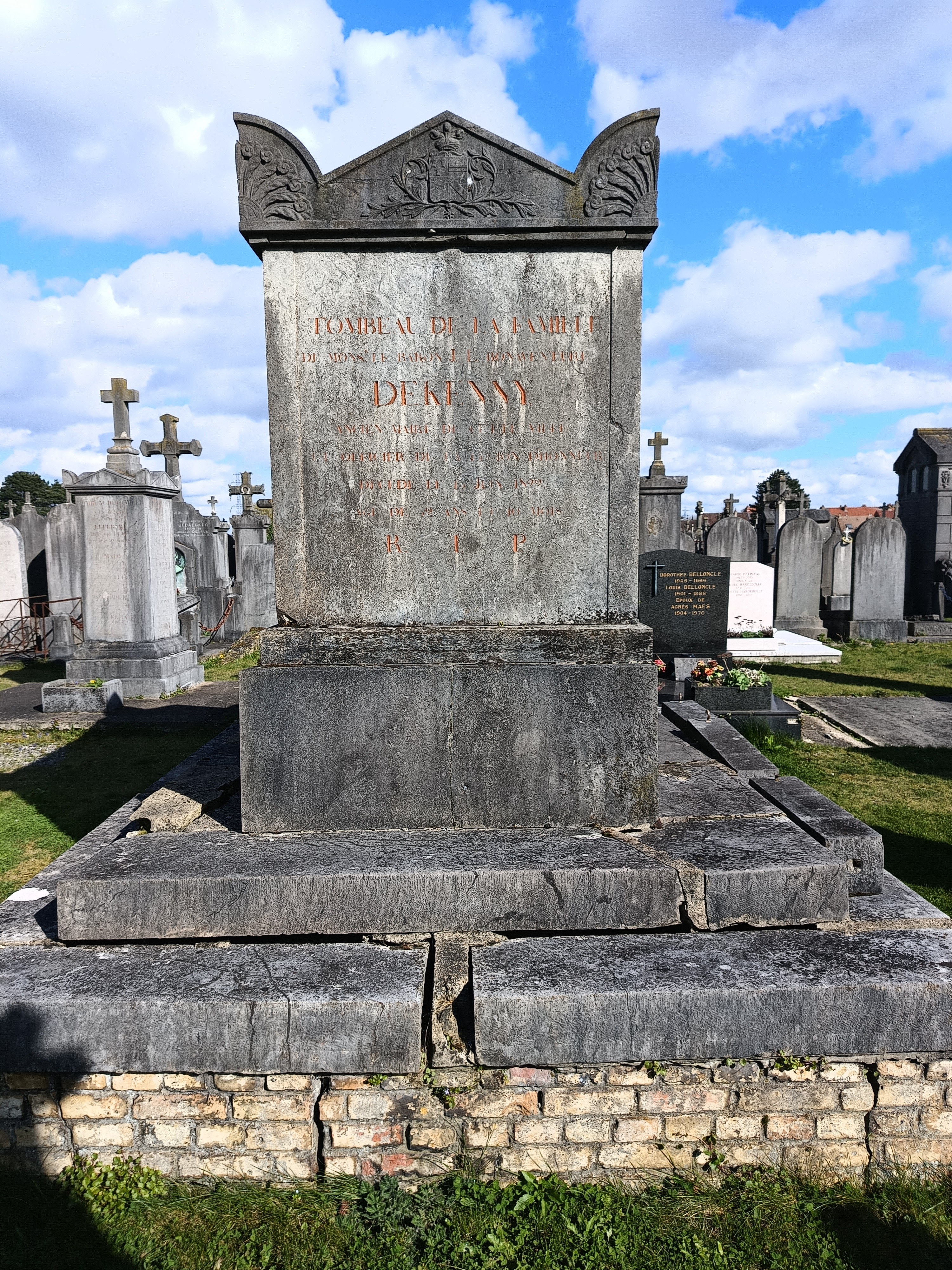
Tombe du Baron Kenny au cimetière de Dunkerque.

## Distinctions
- Chevalier de la Légion d'honneur (par décret du 29 mai 1810).
- Officier de la Légion d'honneur par décret du 30 octobre 1814[4].

## Héraldique
| Figure | Blasonnement |
| ------ | --- |
|        | Baron Jean, Louis, Bonaventure de Kenny et de l'Empire, lettres patentes du 13 juin 1811, Officier de la Légion d’honneur. Ecartelé : au 1er, d'or à trois têtes de coqs de sable, crêtées et barbées de gueules ; au 2e, des barons maires ; au 3e, d'azur au vaisseau soutenu d'une mer, le tout d'argent ; au 4e, d'argent à la bande de gueules chargée en chef d'une étoile du champ. Livrées : les couleurs de l'écu. |

## Sources
- « Jean Louis Bonaventure de Kenny », dans Adolphe Robert et Gaston Cougny, Dictionnaire des parlementaires français, Edgar Bourloton, 1889-1891 [détail de l’édition]